# Cá tầm thìa sông Syr Darya

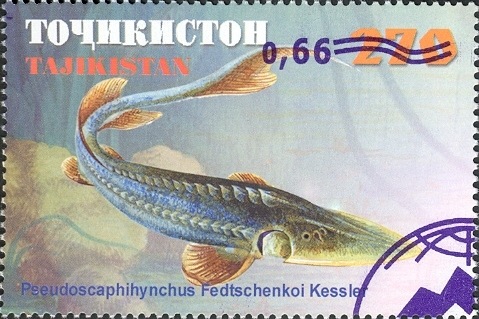
Cá tầm thìa sông Syr Darya trên tem bưu điện của Tajikistan

Cá tầm mũi xẻng sông Syr Darya, tên khoa học Pseudoscaphirhynchus fedtschenkoi, là một loài cá trong họ Acipenseridae. Chúng được tìm thấy ở Kazakhstan, Tajikistan, và Uzbekistan và hiện đang rơi vào tình trạng cực kỳ nguy cấp. Do sự mất mát của sinh sản và dự án xây đập trên tất cả các dòng sông, nó rất có thể bị tuyệt chủng, nhưng những nghiên cứu thêm là cần thiết để tìm bằng chứng thuyết phục.